# Brestovac (Bor)
Brestovac (serbio cirílico: Брестовац) es una localidad en el municipio de Bor, en el distrito de Bor (Serbia). Según el censo de 2002 Brestovac tenía una población de 2950 habitantes. Se sitúa a 246 km de la capital del país, Belgrado.

## Datos
La municipalidad de Bor tiene una población total de 48&nbsp615 habitantes, de los cuales 34&nbsp160 viven en la propia ciudad..
Se ubica en el este del país, unos 20 km al oeste de la frontera con Bulgaria.